# Atsinananas regnskogar
Atsinananas regnskogar är ett världsarv i Madagaskar bestående av sex nationalparker som domineras av tropisk regnskog:
- Marojejy nationalpark
- Masoala nationalpark
- Zahamena nationalpark
- Ranomafana nationalpark
- Andringitra nationalpark
- Andohahela nationalpark